# Protosticta himalaiaca
Protosticta himalaiaca är en trollsländeart som beskrevs av Harry Hyde Laidlaw, Jr. 1917. Protosticta himalaiaca ingår i släktet Protosticta och familjen Platystictidae. Inga underarter finns listade i Catalogue of Life.